# المرصد العراقي لحقوق الانسان
المرصد العراقي لحقوق الإنسان (بالإنجليزية:Iraqi Observatory for Human Rights) ويعرف اختصاراً بـIOHR مؤسسة مستقلة غير هادفة للربح أسسها مجموعة من الصحافيين والمدافعين عن حقوق الانسان تعمل على رصد وتوثيق قضايا انتهاك حقوق الإنسان في العراق وتدريب المتطوعين في مجال الدفاع عن حقوق الانسان ومكافحة الاخبار المزيفة، بدأ المركز نشاطه في عام 2013 وخلال الحرب الأهلية العراقية (2014–2017) نشر المرصد عشرات التقارير عن الانتهاكات وموجات النزوح التي عصفت بشمال غرب البلاد في 2021 اعتمدت وزارة الخارجية الامريكية على بيانات المرصد في تقرير له عن حقوق الانسان كما اعتمدت من قبل وزارة حقوق الانسان في الحكومة العراقية ولجنة حقوق الانسان في البرلمان العراقي. يعتمد المرصد تمويلاً ذاتياً من قبل اعضاءه ويعتمد على الجهود التطوعية بشكل اساسي.

## التأسيس والعمل
تأسس المرصد على يد مجموعة من الصحافيين والناشطين المدافعين عن حقوق الانسان في العراق في عام 2013 لكنه لم يكتسب اجازة التسجيل الرسمية للعمل كمنظمة غير حكومية في العراق حتى عام 2015 نشط المركز لتغطية الانتهاكات الحاصلة لحقوق الانسان خلال الحرب الأهلية العراقية (2014–2017) ووثق عشرات الانتهاكات وموجات النزوح في مناطق الاشتباك
كما غطى ازمة ملوحة المياه في البصرة وتسمم الاف المواطنين والانتهاكات في التظاهرات العراقية عام 2016 و 2018 وتظاهرات 2019 والتي عرفت لاحقاً بـ«ثورة تشرين» وازمات الجفاف والتغيرات المناخية في العراق وفي حزيران 2022 نشر المركز تقريراً صادماً عن التحرش في المؤسسات العامة في العراق من ضمنها الجامعات والمستشفيات والمؤسسات الصحافية والاعلامية وحتى المدارس  كما أطلق المرصد حملة لتدريب الناشطين على مكافحة الاخبار المضللة في العراق ومكافحة ما يعرف بـ «الجيوش الالكترونية» التابعة للاحزاب السياسية والجماعات المسلحة في البلاد

## روابط خارجية
- الموقع الرسمي للمرصد على شبكة الإنترنت
- حساب المرصد على تويتر